# Braumeisterhaus (Röderhof)

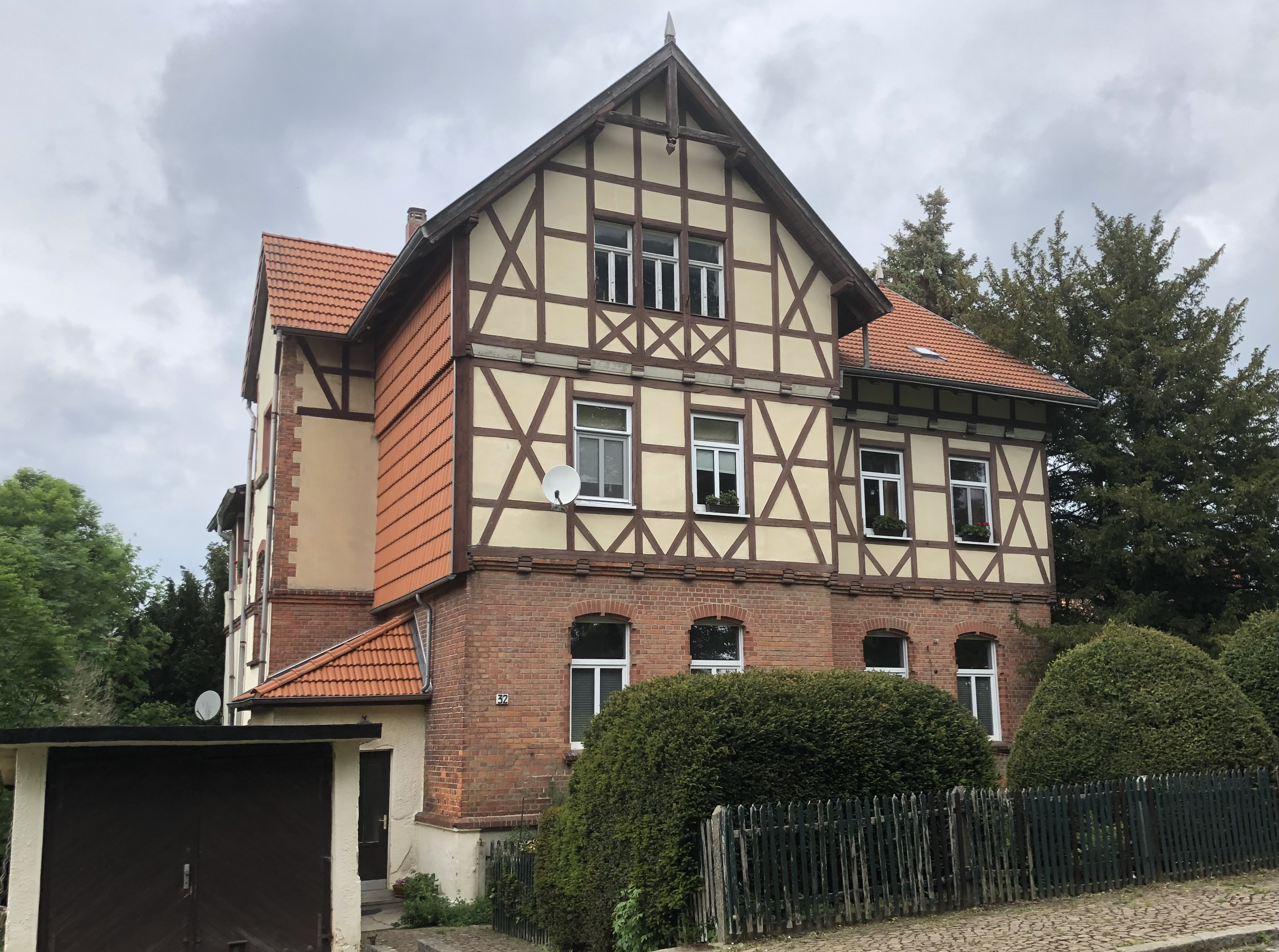
Braumeisterhaus im Jahr 2022

Das Braumeisterhaus, auch Braumeistervilla, ist ein unter Denkmalschutz stehendes Wohnhaus im zur Gemeinde Huy in Sachsen-Anhalt gehörenden Ortsteil Röderhof.

## Lage
Das Gebäude mit der Adresse Oberdorf 32 befindet sich im östlichen Teil von Röderhof in einer das Straßenbild prägenden Ecklage an der nördlich entlanglaufenden Straße Oberdorf, auf die von Südosten die Straße Gutshof trifft.

## Architektur und Geschichte
Der zweigeschossige Bau entstand um 1905, teilweise als Massivbau, in den Obergeschossen in Fachwerkbauweise. An der Südostseite tritt ein zweiachsiger Eckrisalit hervor. Er läuft in einen Fachwerkgiebel aus, der mit Sprengwerk verziert ist.
Das Braumeisterhaus diente als Wohnhaus des Braumeisters der damals benachbarten Klosterbrauerei Röderhof, Richard Groh und seiner Familie. Auf die Brauerei geht auch das etwas weiter westlich stehende Chalander zurück.
In der Liste der Kulturdenkmale in Huy ist das Wohnhaus mit der Erfassungsnummer 094 00801 als Baudenkmal verzeichnet.
In der Vergangenheit hatte das Grundstück die Adresse Röderhof 32.